# 주택임대차보호법
주택임대차보호법(住宅賃貸借保護法)은 주거용 건물의 임대차에 관하여 민법에 대한 특례를 규정함으로써 국민의 주거생

## 취지
민법의 전세권이나 임대차 계약의 규정들이 현실과 유리된 면이 있으므로, 경제적 약자인 임차권자의 권리를 현행 민법으로써 보호하기 어려운 면을 보완하기 위한 취지에서 제정된 특별법이다. 예컨대, 현실적으로 셋집을 얻어 사는 사람들이 전세권을 등기하는 사람은 없고, 거의가 채권인 임차권에 의하고 있다. 그러므로 그 집이 팔렸을 때 새 소유자에게 집을 비워 주어야 하고 전세금조차 받지 못하는 사례가 있다. 이와 같은 민법의 불비를 보완하여 경제적 약자인 임차인을 보호하기 위하여 제정되었으며 전문 12조와 부칙으로 되어 있다.

## 내용
임대차는 그 등기가 없는 경우에도 임차인이 주택의 인도와 주민등록을 마친 때에는 그 다음 날부터 제3자에 대하여 효력이 생기며, 전입신고를 한 때에 주민등록이 된 것으로 본다. 또 임차주택의 양수인(기타 임대할 권리를 승계한 사람을 포함한다)은 임대인의 지위를 승계한 것으로 보며, 매매(賣買) 또는 경매(競賣)의 목적물이 된 경우에 이를 준용한다. 위의 대항요건과 임대차 계약증서상의 확정일자를 갖춘 임차인은 민사소송법 및 경매법에 의한 경매 또는 국세 징수법에 의한 공매시 임차주택(대지포함)의 환가대금에서 후순위 권리자 기타 채권자보다 우선으로 보증금을 변제받을 권리가 있다(다만, 임차인이 당해 주택의 양수인에게 해당할 수 있는 경우에는 임대차가 종료된 후가 아니면 보증금의 우선변제를 청구하지 못한다). 이는 임차인이 임차주택을 양수인에게 인도했을 경우에만 해당되며, 우선변제의 순위와 보증금에 대하여 이의가 있을 경우, 경매법원 또는 체납처분청에 이의를 신청할 수 있다. 이의신청을 받은 체납처분청은 이해관계인이 이의신청일부터 7일 이내에 임차인을 상대로 소를 제기한 것을 증명한 때에는 당해 소송의 종결시까지 이의가 신청된 범위 안에서 임차인에 대한 보증금의 변제를 유보하고 잔여금액을 배분하여야 하며 이 경우 유보된 보증금은 소송의 결과에 따라 배분한다.
임대차 기간은 기간의 정함이 없거나 기간을 2년 미만으로 정했을 경우 그 기간을 2년으로 보고 임대차가 종료한 경우에도 임차인이 보증금을 반환받을 때까지는 임대차 관계는 존속하는 것으로 본다. 임대인이 임대차 기간만료 전 6월부터 1월까지에 임차인에 대하여 계약갱신 거절의 통지 또는 조건을 변경하지 아니하거나 갱신하지 아니한다는 뜻의 통지를 하지 아니한 경우에는 그 기간이 만료되었을 때 전임대차와 동일한 조건으로 다시 임대차 한 것으로 본다. 그러나 2기의 차임액에 달하도록 차임을 연체하거나 기타 임차인으로서의 의무를 현저히 위반한 임차인에 대하여는 위 규정을 적용하지 않는다. 약정한 차임 또는 보증금이 임차주택에 관한 조세·공과금 기타 부담의 증감이나 경제사정의 변동으로 인하여 상당하지 않을 때 당사자는 장래에 대하여 그 증감을 청구할 수 있다. 또 임차인은 보증금 중 일정액을 다른 담보물권자보다 우선하여 변제받을 권리가 있다. 임차인이 상속권자 없이 사망한 경우 그 주택에서 가정공동생활을 하던 사실상의 혼인관계에 있는 자가 임차인의 권리와 의무를 승계하며, 사망한 후 1월 이내에 임대인에 대하여 반대의사를 표시한 때는 예외이다.

## 참고 문헌
- 가게 딸린 내 셋집, 임대차보호법 적용 받을 수 있나? 아시아경제 2011.01.07 강신업 변호사의 생활법률 이야기

## 같이 보기
- 상가건물임대차보호법